# Isotomodella asiatica
Isotomodella asiatica är en urinsektsart som först beskrevs av Olga M. Martynova 1968.  Isotomodella asiatica ingår i släktet Isotomodella och familjen Isotomidae. Inga underarter finns listade i Catalogue of Life.